# Tenis en Chile
El tenis en Chile es el deporte más exitoso y su práctica está expandida, mayormente a nivel masculino en las áreas urbanas acomodadas. Su organización está a cargo de la Federación de Tenis de Chile, fundada en 1920, afiliada a la Federación Internacional desde 1927 y a la Confederación Sudamericana desde 1948. Predominan las canchas con superficie de arcilla de polvo de ladrillo, su principal torneo es el Abierto de Chile del Circuito 250 de la ATP y su mayor estadio es el Court Central Anita Lizana, ubicados en la capital Santiago. Su círculo profesional es denominado Familia del Tenis y su desarrollo tenístico lo sitúa en la segunda línea mundial y como una potencia latinoamericana histórica.
Los tenistas de élite mundial durante la era aficionada fueron Anita Lizana (#1) en las décadas de 1930 y 1940, así como Luis Ayala (#5) en las de 1950 y 1960; mientras que durante la era profesional, han sido Jaime Fillol (#14) y Hans Gildemeister (#12) en las de 1970 y 1980, Marcelo Ríos (#1), Nicolás Massú (#9) y Fernando González (#5) en las de 1990 y 2000, así como Christian Garín (#17), Nicolás Jarry (#16) y Alejandro Tabilo (#19) en la actualidad. Los doblistas homólogos han sido Luis Ayala, Patricio Cornejo, Jaime Fillol, Belus Prajoux (#17), Hans Gildemeister (#5) y Alexa Guarachi (#11). Los principales entrenadores han sido Patricio Rodríguez, Patricio Apey, Juan Núñez y Nicolás Massú.
Los jugadores poseen ocho títulos de Grand Slam, dos en la categoría adulta y seis en la juvenil. El equipo chileno masculino adulto ha llegado a la final de la Copa Davis en 1976 —cuando fue la sede—, ha ganado dos veces la Copa Mundial por Equipos en 2003 y 2004, así como dos medallas de oro individual y en dobles de los Juegos Olímpicos de Atenas 2004, una de plata y otra de bronce simple respectivamente de Pekín 2008 y Atenas 2004 —el deporte local con más títulos y preseas—; mientras que el juvenil fue subcampeón de la Copa Mundial Sub-18 en 1993, así como campeón de la Sub-16 en 2001 y de la Sub-14 en 2010. El equipo chileno femenino ha alcanzado los octavos de final de la Copa Billie Jean King en 1978.

## Era aficionada (1882-1967)

### Inicios (1882-1920)

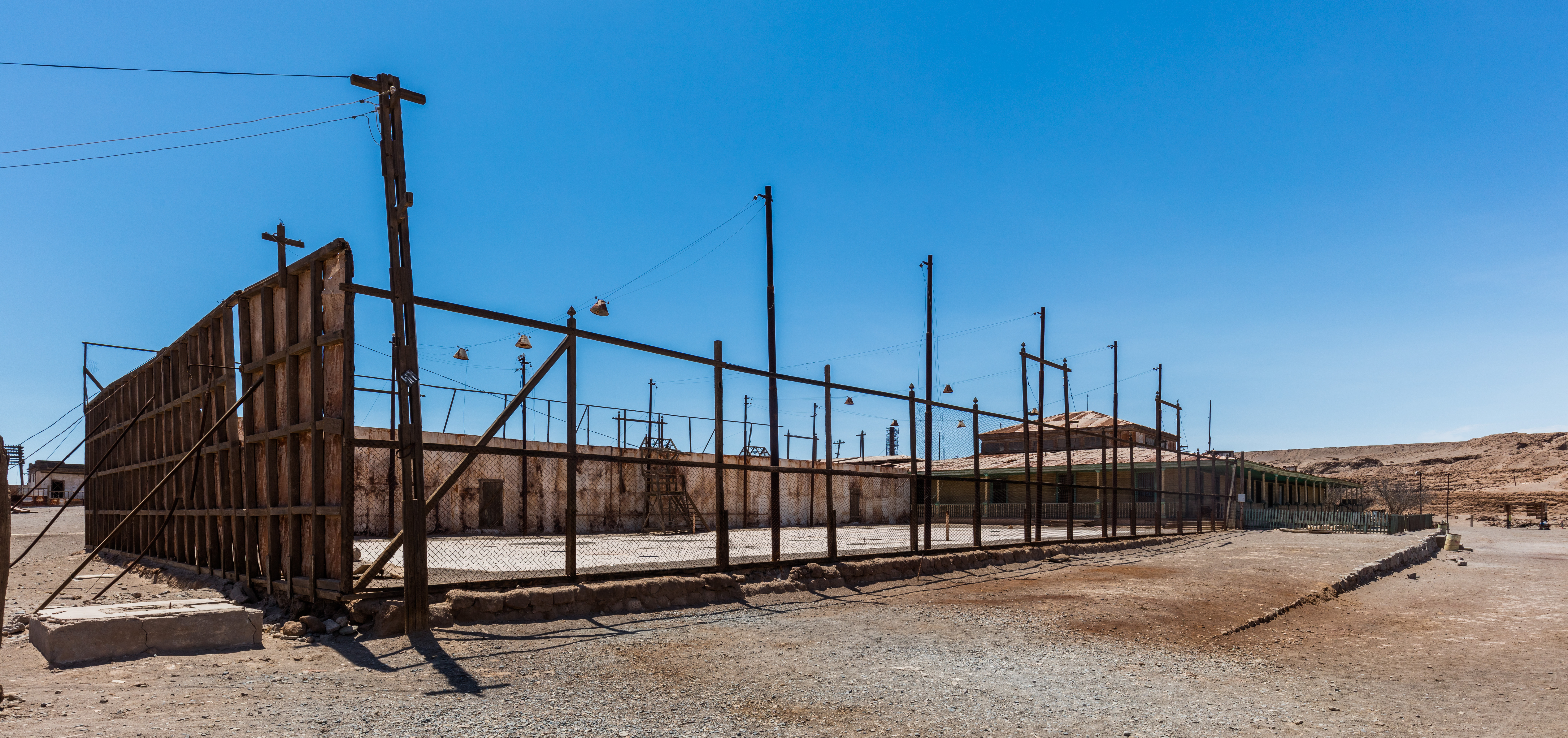
Pistas en la oficina salitrera Santiago Humberstone.

El tenis llegó a Chile junto con los inmigrantes británicos a través del puerto de Valparaíso en 1882, cuando el ciudadano inglés William Cox fundó la primera cancha del país. Luego James, Hardy y Sutherland hicieron lo propio en distintos puntos de la ciudad. Eran rústicos sitios de ripio con líneas apenas regulares, hechas de palos o grapas. En 1882 fue fundado el primer club de tenis: el Viña del Mar Lawn Tennis Club, el más antiguo de Sudamérica. El tenis comenzó a ser practicado por las familias de la clase social alta, como el golf. Después el tenis llegó hasta la capital Santiago, donde un alemán de apellido Diener fundó una cancha en el barrio de La Chimba. En 1904 es fundado el Royal Lawn Tennis Club, hoy llamado Club de Tenis Municipal, ubicado en el Parque O'Higgins, donde surgió la primera figura del país: Aurelio Lizana, quien jugaba las exhibiciones con visitas internacionales. Son inaugurados clubes como el International Tennis Club en 1916, el Stade Francais en 1917 y el Prince of Wales Country Club en 1925, ubicados principalmente en el sector nororiente de Santiago. En 1915 fue creado el Campeonato Nacional de Tenis y en 1920 el tenis fue formalizado, puesto que el 3 de abril es fundada la Asociación de Lawn Tennis de Chile, actual federación nacional.

### Internacionalización (1921-1948)

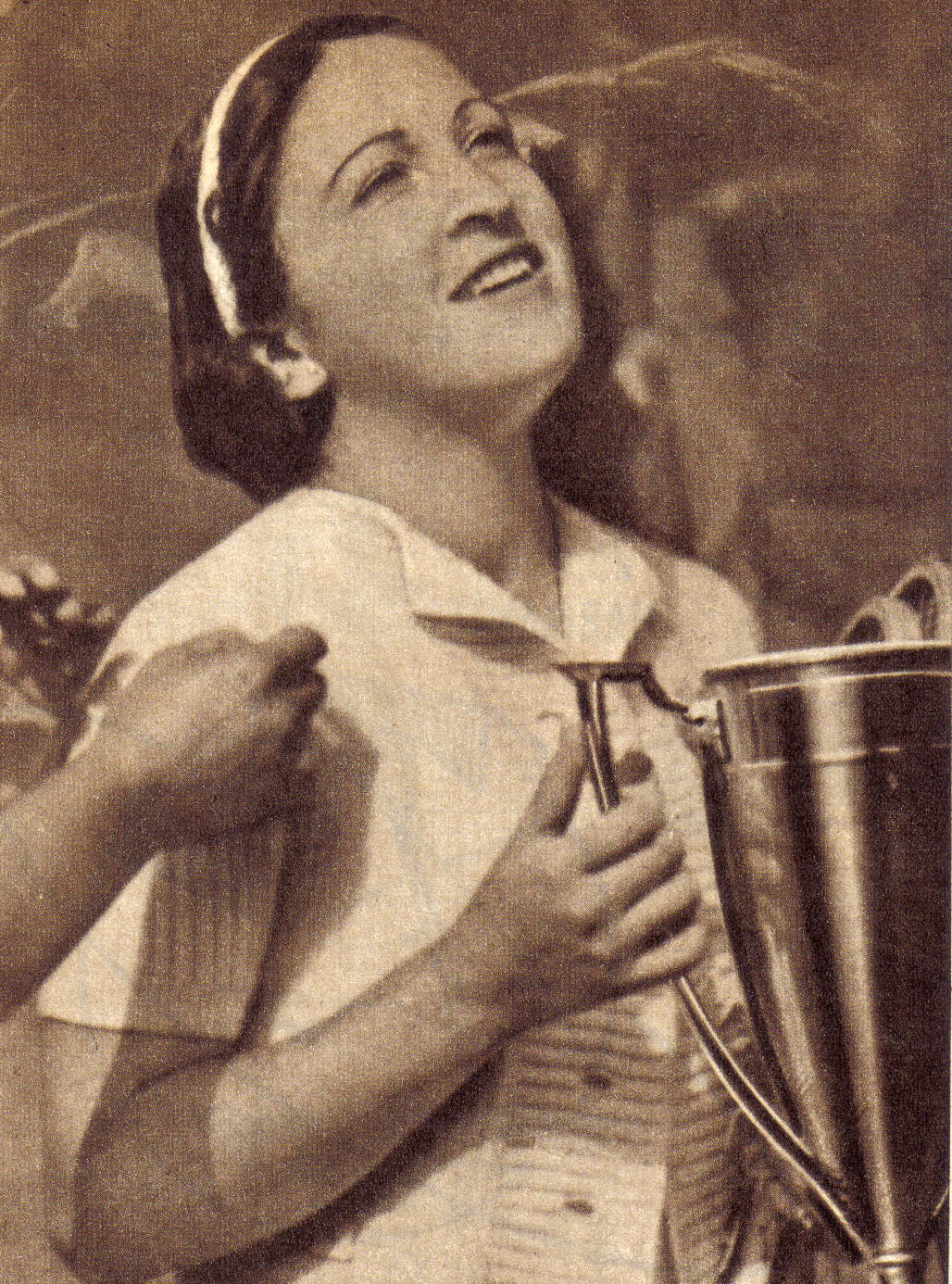
Anita Lizana, la «mejor tenista chilena del siglo XX».

En 1921 Chile participó en el estreno de la Copa Mitre, el campeonato sudamericano de tenis a nivel de naciones, adulto y masculino. Lo ganó en 1923, siendo su primer título internacional importante, con los hermanos Domingo y Luis Torralva, participantes en el Torneo de Roland Garros. En 1927 Chile se afilió a la Federación Internacional de Tenis (ITF), fundada en 1912, en la que hoy destaca como «miembro honorario». En 1928 Chile debutó con dichos hermanos en la Copa Davis, el campeonato mundial de tenis análogo al mencionado, fundado en 1900. Participó también en 1929, 1931 y 1933.
Chile destaca en América Latina y comienzan a realizarse obras como la Asociación de Profesionales de Tenis en 1932, cuya función principal es entregar una labor pedagógica, instruir y difundir el tenis en el país. En esta década es cuando surge una figura, en medio de la revolución femenina, Anita Lizana, sobrina de Aurelio. Fue campeona de Chile desde 1930 hasta 1934. En 1935 emigra a Europa con 19 años y fue la primera mujer chilena en participar en torneos de Grand Slam. Llega a la tercera ronda en los torneos de Roland Garros y Wimbledon. En 1936 ganó el Campeonato Nacional de Irlanda y llegó a cuartos de final en Wimbledon, terminando en el octavo lugar de la clasificación femenina. En septiembre de 1937, luego de vencer a la polaca Jadwiga Jedrzejowska, ganó el Campeonato Nacional de Estados Unidos, actual Abierto de los Estados Unidos, llegando al puesto número uno del mundo de forma anual, exclusiva y unánime al final de la temporada, siendo la primera persona latinoamericana en lograrlo y ganar algún título de Grand Slam. En 1940 se retira temporalmente del tenis por el desarrollo de la Segunda Guerra Mundial (1939-1945) y se dedica a su familia —en 1938 contrae matrimonio con el escocés Ronald Ellis—, reapareciendo en 1946 en dobles mixto con su esposo y se retiró en 1947. Se radicó en Escocia y en 1966 el pueblo chileno agradeció su esfuerzo cuando visitó el país, siendo aclamada en un Estadio Nacional repleto. En 1948 Chile se afilió a la Confederación Sudamericana de Tenis, fundada en 1947 y cuyo primer presidente fue el chileno Alfredo Achondo hasta 1968.

### Popularización (1949-1967)

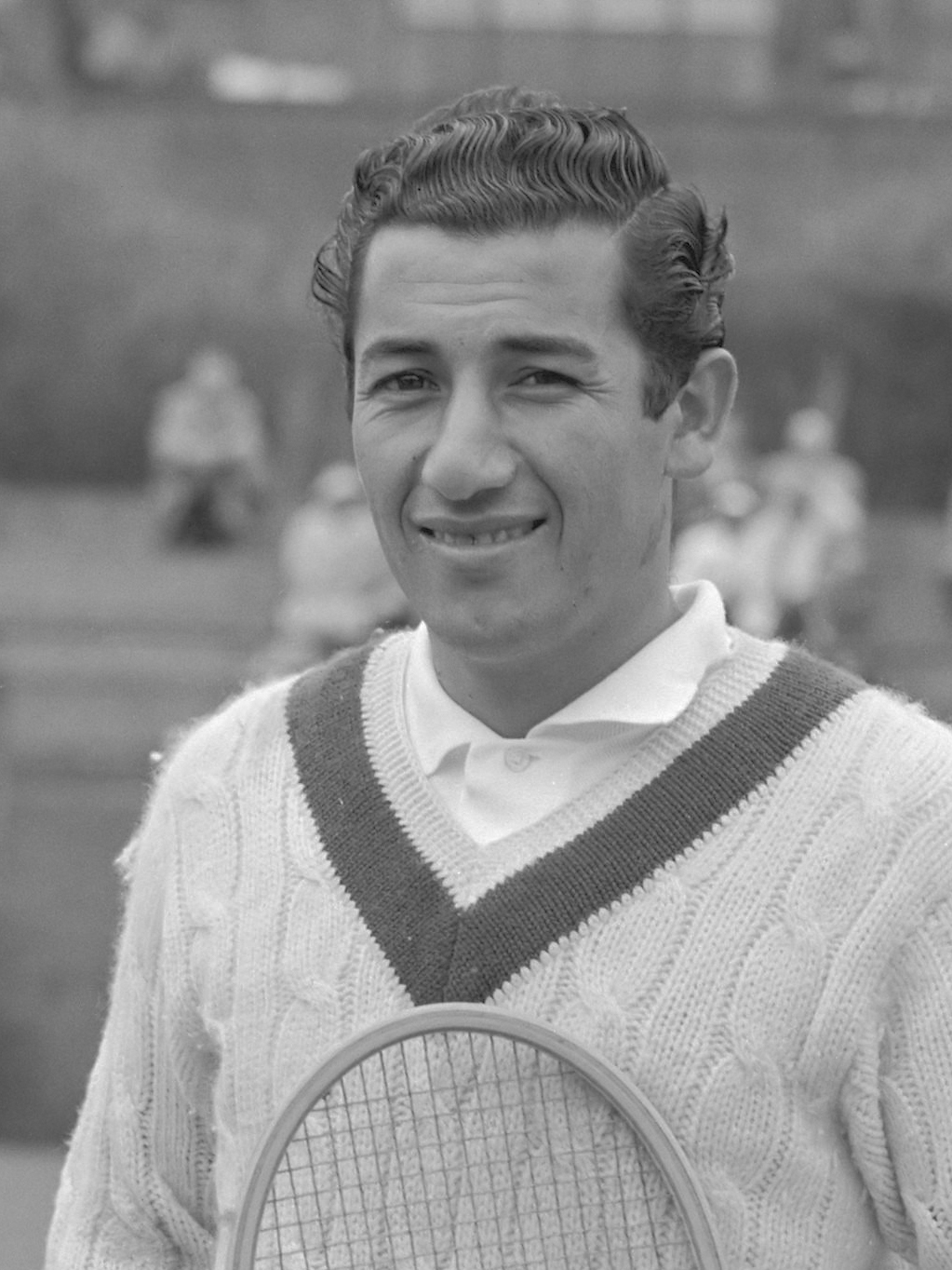
Luis Ayala, el «más ganador en la historia del equipo de Copa Davis».

En el marco de la prioridad deportiva dada por los gobiernos radicales (1938-1952), aumentó la práctica, el nivel y el público en los recintos. Destacó Ricardo Balbiers, Andrés Hammersley, Marcelo Taverne y Carlos Sanhueza en las décadas de 1940 y 1950, participantes en torneos de Grand Slam. Chile volvió a la Copa Davis, participando en 1949, 1952 y continuamente desde 1954, llegando a la semifinal de la Zona Europea en 1955, correspondiente a los octavos de final, mientras que, ganó la Copa Mitre de 1951 a 1955. En 1949 apareció Luis Ayala, quien fue campeón de Roland Garros en dobles mixto con la australiana Thelma Coyne en 1956 y llegó a la final en 1955 y 1957. En 1958, alcanzó el subcampeonato individual ante el australiano Mervyn Rose y quinto anual en la clasificación mundial. En 1959, obtuvo el Masters de Roma torneo con el que alcanzó a ser primero del ranking por 3 semanas según los diferentes rankings elaborados por los especialistas de la época, siendo prueba de ello el haber sido cabeza de serie número 1 de Roland Garros 1959, también ese año gano el oro en los Juegos Panamericanos de Chicago, y llegó a la semifinal simple de Roland Garros como el primer cabeza de serie. Terminó sexto y fue reconocido como el «mejor en arcilla de la temporada». Consiguió el Torneo de Båstad en 1959 y 1960.
En 1960 alcanzó otra vez el subcampeonato en Roland Garros ante el italiano Nicola Pietrangeli. Llegó a los cuartos de final en el Abierto de Estados Unidos en 1957 y 1959, y en Wimbledon, de 1959 a 1961. Terminó la temporada entre los diez mejores del mundo entre 1958 y 1961, retirándose en 1971 como el «mejor tenista en arcilla de Chile en la historia» y por su influencia a través de los medios de comunicación —como con la revista Estadio—, pasó a ser un deporte popular en el país durante los años 1960, reemplazando al baloncesto. En la Copa Davis 1964 el equipo llegó a la final de la Zona Americana, los cuartos de final, mientras que, conquistó la Copa Mitre en 1960, 1963 y 1967. En las décadas de 1950 y 1960 sobresalieron también los participantes en torneos de Grand Slam Patricio Rodríguez, Margarita Bender, Ernesto Aguirre, María Tort, Daniel Achondo, Alicia Heegewaldt, Carmen Ibarra, Patricio Apey y Omar Pabst, quien en 1965 fue la primera persona chilena en jugar los cuatro.

## Era profesional (1968-presente)

### Comienza la Era Abierta (1968-1979)

#### 1968-1972

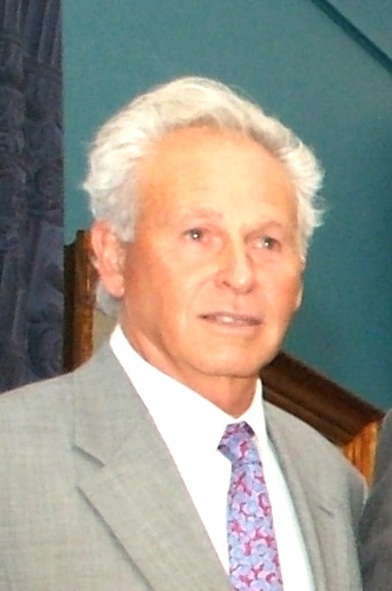
Jaime Fillol en 2013.

Al comenzar la Era Abierta, donde existe un circuito tenístico unificado y profesional a nivel mundial, destacaron Jaime Fillol, Patricio Cornejo, Jaime Pinto, Michelle Boulle, Ana Arias y Francisco Musalem. En 1968 Chile debutó con Boulle y Bender en la Copa Fed, el campeonato mundial de tenis femenino, fundado en 1963. Cornejo, Pinto y Rodríguez estaban en el top 100 individual. Rodríguez se convirtió en el primer chileno en ganar un torneo abierto, en dobles. En 1969 irrumpe Fillol como el referente chileno de la generación profesional al ganar su primer torneo individual en Miami, y al año siguiente alcanzar los octavos de final en Roland Garros y meterse entre los 25 del mundo, mientras que Rodríguez gracias a buenos resultados alcanza un estimado lugar número 35. En el Abierto de los Estados Unidos de 1969 participaron seis chilenos en el cuadro principal de la categoría individual masculina, el mayor número histórico local en algún Grand Slam. En 1971 Fillol ganó su segundo título individual en Tanglewood, siendo ya un respetado tenista en la élite. Paralelamente Pinto está entre los mejores 100. En 1972 Fillol se mantuvo entre los 25 mejores, y Rodríguez y Cornejo entre los 80 mejores. Este último dedicado principalmente a la modalidad de dobles, quien junto a Fillol ganaron 3 torneos por esos años, y alcanzan la final de Roland Garros en 1972 ante los sudafricanos Bob Hewitt y Frew McMillan. En 1970 Hans Gildemeister ganó el torneo Orange Bowl Sub-14 y en 1972, el Sub-16 en Miami.

#### 1973-1979

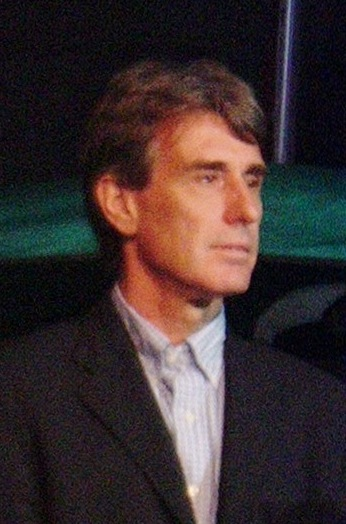
Hans Gildemeister en 2004

En 1973 comenzó el uso del sistema de la Clasificación de la ATP individual de forma oficial. Dicho año Jaime Fillol alcanza la final de un torneo Grand Prix Super Series (antecesores de los Masters 1000), cayendo en la final del Masters de Madrid ante Tom Okker. Rodríguez alcanza el puesto 133. Igualmente Fillol gana un torneo en Tanglewood y alcanza otra final. En 1974 nuevamente alcanza una final de Grand Prix Super Series, esta vez perdiendo ante Guillermo Vilas en Louisville, y perdería otra final ATP en Orlando, pero destacaría principalmente por alcanzar los octavos de final de Roland Garros y de Wimbledon, lo que le permite alcanzar su mejor ranking en el puesto 14 del mundo. Por otra parte Cornejo alcanza los cuartos de final de Roland Garros y lograría también su mejor ranking en individuales con el puesto 65. Y en dobles ambos alcanzan la final del Abierto de Estados Unidos. En 1972 y 1973 Chile llega a cuartos de final en Copa Davis, en 1974 a octavos, en 1975 a la semifinal y en 1976 logra la mejor actuación en su historia, llega a la final, en la que cae ante Italia como local por 4-1, liderado por Adriano Panatta y Corrado Barazzutti. En 1977 llega a octavos, en 1978 a cuartos y en 1979 a octavos. En 1975 es inaugurado el Court Central del Estadio Nacional —actual Court Central Anita Lizana— en Santiago. Jaime Fillol alcanza los cuartos de final del Abierto de Estados Unidos, así como también los octavos en Roland Garros, y gana un título en Dusseldorf. En 1976 repite los octavos de Roland Garros, y alcanza su segunda final Grand Prix Super Series, perdiendo ante Eddie Dibbs en París, igualmente gana otro título ATP. En 1977 emerge Gildemeister al top 50. En 1978 alcanza por primera vez los cuartos de final de Roland Garros, mientras Fillol inicia su camino de descenso, y a la vez se convierte en presidente de la ATP hasta 1980. En 1978 el equipo de Fed Cup logra la mejor actuación en su historia, llega a octavos de final, con Silvana Urroz y Leyla Musalem. Chile participa en la inauguración de la Copa Mundial de Naciones en Düsseldorf. Y en dobles Fillol con Cornejo ganan el torneo de Indianápolis, la «mejor dupla chilena en la historia». En 1979 Gildemeister gana 2 títulos ATP, alcanzando los cuartos de Roland Garros nuevamente e ingresando al top 20. José Fernández gana el Orange Bowl Sub-14.

### Nuevos referentes (1980-1992)

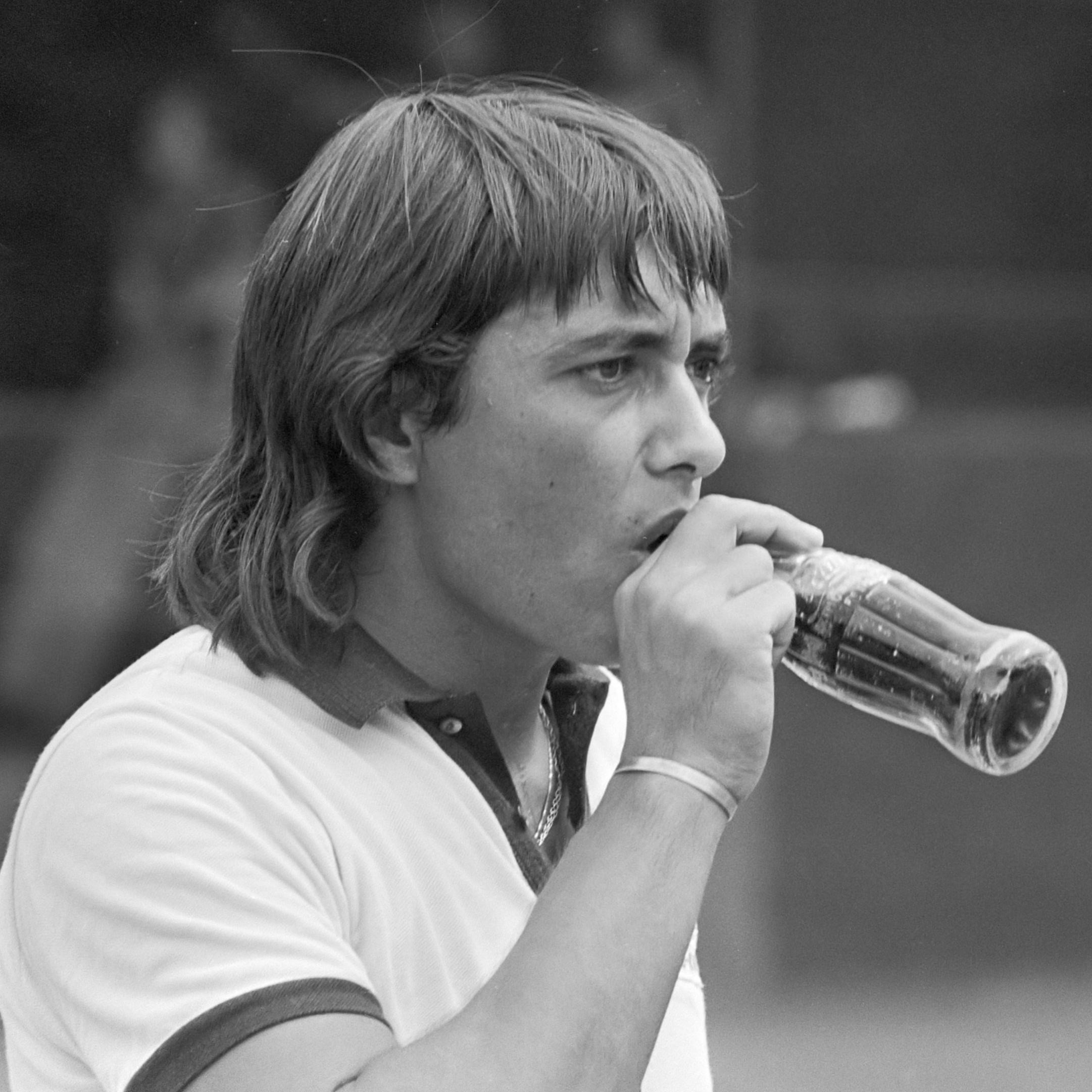
Belus Prajoux, finalista de la Copa Davis.

#### 1980-1985
En este periodo destacaron Belus Prajoux, Pedro Rebolledo, Ricardo Acuña, Álvaro Fillol, Alejandro Piérola y Juan Núñez. En 1980 Gildemeister repite los cuartos de Roland Garros por tercer año consecutivo y alcanza el puesto 12 del ranking ATP. Su hermano Heinz gana el Masters de Hamburgo en dobles con el ecuatoriano Andrés Gómez. En 1981 Jaime Fillol con 35 años, gana un título en Ciudad de México, y en 1982 con 36 años repite en Itaparica, retirándose en 1985. Gildemeister con Prajoux alcanzan la final de dobles de Roland Garros en 1982 ante los estadounidenses Sherwood Stewart y Ferdi Taygan.
Rebolledo gana un título ATP en Viña del Mar y alcanza su mejor ranking con 22 años en el puesto 36 ATP. Al año siguiente repetiría con un título esta vez en Bahía, Brasil. Mientras Acuña alcanza dos finales en 1982. En 1984 Álvaro Fillol, hermano menor de Jaime, alcanza el puesto 102 del ranking ATP, y Jaime se retira del tenis con 39 años. En 1985 Acuña alcanza los cuartos de final en Wimbledon, dejando a Pat Cash en el camino, y obtiene un título ATP en dobles. Piérola gana cuatro torneos challenger y alcanza el puesto 82 en 1978. El Equipo de Copa Davis llega a cuartos de final en 1982, así como a octavos en 1983 y 1985, cuando disputa la repesca ante Italia y desciende a la Zona Americana I.

#### 1986-1992
En 1986 Hans Gildemeister con Gómez triunfaron en dobles de Forest Hills, Boston, Indianápolis, Stuttgart y Washington, por lo que finalizaron la temporada como la «mejor dupla del mundo» y participaron en el Masters de Nabisco, torneo que disputaban las ocho mejores del año. En 1987, alcanzó el puesto N.º 5 del ranking en dobles. Acuña obtiene dos nuevos títulos en dobles, en el 86' y el 87', y alcanzaría su mejor posición en el ranking de individuales en 1986 en el puesto 47. Rebolledo obtiene otro título ATP en 1987 en St. Vincent. Gildemeister se retira del tenis luego de haber regresado al Top 60 en 1985 y volver a declinar con 31 años de edad. Sergio Cortés alcanza su mejor ranking en el puesto 114 en 1993, luego de ganar 2 torneos challengers el año anterior, sumado a otro obtenido en 1989. Desde 1991 Chile participa ininterrumpidamente en la Copa Fed. En 1991 Felipe Rivera alcanza el puesto 173 de la clasificación y en 1995 con 24 años fallece por un accidente automovilístico.

### Generación Dorada(1993-2012)

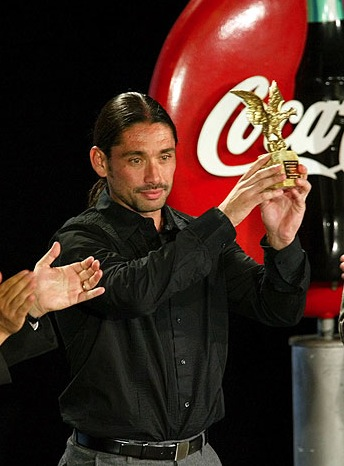
Marcelo Ríos, el «mejor tenista chileno del siglo XX».

#### 1993-1999
Surge Marcelo Ríos como un juvenil que llama la atención de la prensa por su buen juego. En 1993 se transforma en número 1 mundial juvenil, luego de coronarse campeón en el US Open. Logra el subcampeonato de la Copa ITF Sunshine, copa mundial por naciones sub-18. En 1994 comienza a jugar en categoría profesional y consigue su primer título: el Challenger de Dresde. Pero fue más recordado por aquel partido en que con 18 años puso en aprietos al mejor del orbe en aquellos años, Pete Sampras, en segunda ronda de Roland Garros. Aquel partido terminó 7-6 7-6 y 6-4. Así se hizo conocido internacionalmente.
En 1995 ganó 3 títulos ATP 250: Bologna, Kuala Lumpur y Ámsterdam, logrando meterse en el top 25. En 1996 consigue el título en Sankt Pölten, lo que sumado a 2 finales más, y 4 semifinales de torneos Masters 1000, le permiten ubicarse entre los top 10 del ranking ATP. En 1997 consiguió el Masters de Montecarlo, además de la final del Masters de Roma y los cuartos de final del Abierto de Australia y del Abierto de Estados Unidos. Le valió continuar en el top 10 y disputar el repechaje del grupo mundial de la Copa Davis 1997, junto a Gabriel Silberstein, número 2 de Chile por esos años, quien ganó 1 challenger y alcanzó el puesto 131 del ranking en 1997. Nicolás Massú ganó el torneo Orange Bowl Sub-18 individual y terminó el año como el «mejor doblista masculino juvenil del mundo». La mejor temporada de Ríos fue 1998. Primero logró llegar a la final del Abierto de Australia, cayendo ante Petr Korda. Luego vencer a Greg Rusedski en la final de Masters de Indian Wells, y posteriormente a Andre Agassi en la final del Masters de Miami. Marcelo Ríos se convirtió en el tenista número 1 del ranking ATP, siendo el primer latinoamericano en alcanzarlo en la era profesional. Al regresar a Chile fue aclamado por miles de personas afuera del Palacio de La Moneda y recibido por el presidente de la República Eduardo Frei Ruiz-Tagle. Esa temporada, Ríos ganó también el Masters de Roma, la Copa Grand Slam, 1 torneo ATP 500 y 2 torneos ATP 250. Luego de una severa lesión, Ríos termina la temporada como número 2 del mundo. En 1999 fue un año con interrupciones, aunque pudo mantenerse en la lista de los diez mejores. Finalizó número 9 gracias al título del Masters de Hamburgo, la final del Masters de Roma, 1 título ATP 500, y 1 ATP 250. Paralelamente Massú con 20 años, gana 3 torneos challengers.

#### 2000-2004

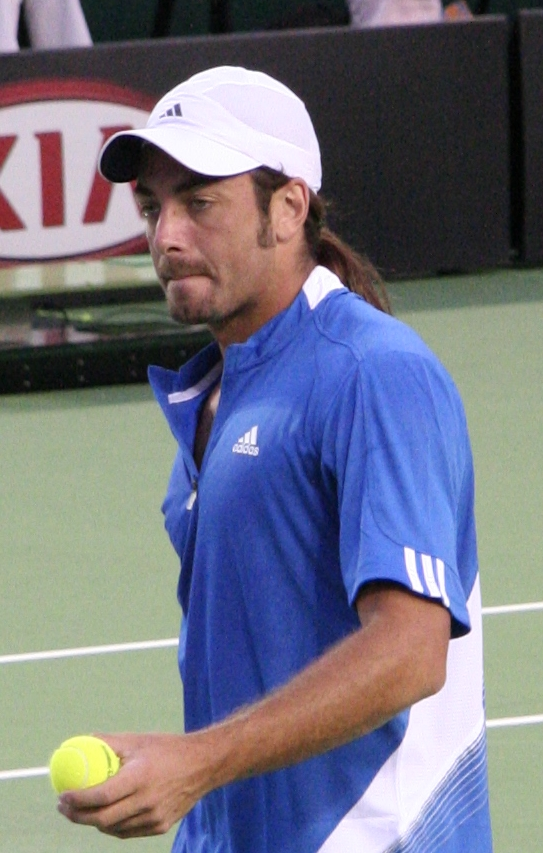
Nicolás Massú, el «mejor deportista olímpico de Chile en la historia».

En 2000 Ríos sufre constantes lesiones, aunque igualmente gana un título ATP 250 en Umag. Abandona el top ten terminando en el puesto 37 del mundo, comenzando su declive. Mientras Massú alcanza su primera final ATP 250, ante su amigo González, quien con 19 años se queda con el título. Chile y Argentina protagonizaron la Serie de los sillazos en Santiago, el «mayor escándalo en la historia de la Copa Davis y del tenis chileno». En 2001 Ríos logra dos títulos ATP 250, terminando como 39 del mundo. Massú alcanza una nueva final ATP, y junto a González siguen ganando experiencia en el circuito. El equipo Sub-16 gana la Copa Davis Juvenil como anfitrión, siendo el único latinoamericano en lograrlo, con Jorge Aguilar, Guillermo Hormazábal y Carlos Ríos. En 2002 Ríos logra una moderada mejoría al llegar al puesto 22, Massú gana el ATP 250 de Buenos Aires, pero destaca la explosión de González en el circuito, quien pasa del puesto 140 al principio del año, al 18 a finales de éste al ganar Viña del Mar, y Palermo, alcanzar los cuartos de final del Abierto de Estados Unidos, y buenos resultados en general que lo convierten en el número 1 de Chile desplazando a Ríos. Hermes Gamonal gana el challenger de Waco, y se convierte en el número 4 de Chile con el puesto 135. En 2003 González gana por primera vez a un número 1 en actividad al derrotar a Lleyton Hewitt para luego nuevamente lograrlo contra Andre Agassi el mismo año. Alcanza una final y los cuartos del Abierto de Francia, aunque sería un año menos regular que el anterior. Massú despega en 2003, alcanza la final del Masters de Madrid y gana un título ATP 250, y de esta manera alcanza el puesto 12 del mundo y el 1 de Chile. Ríos jugó su último partido del circuito en Roland Garros con 27 años. En 2004 Ríos se retiró por sus constantes problemas físicos y realizó la gira de exhibición Gracias Chile. Consiguió 19 títulos ATP y varias marcas. Fue el «mejor tenista en pista dura de Chile en la historia» y uno de los tenistas más talentosos en la historia según los especialistas internacionales, por lo que registró los golpes «devolución en 360º», «gillette», «passing shot de espaldas», «revés a dos manos con salto», «saque de Ríos» y «smash sentado». A nivel de representación nacional se logra la Copa Mundial por Equipos. En esta también participó Adrián García, quien ganando tres challengers durante su carrera, obtuvo el puesto 3 de Chile y 103 del mundo en 2004. Julio Peralta gana el Challenger de Belo Horizonte. Fue fundada la organización solidaria Futuros para el Tenis en 2003.
Gracias a Massú y González, Chile retorna al Grupo Mundial de la Copa Davis después de dos décadas y se convierte en bicampeón de la Copa Mundial por Equipos. En los Juegos Olímpicos de Atenas, el 22 de agosto de 2004 la dupla González-Massú venció en la final a la pareja alemana formada por Nicolas Kiefer y Rainer Schuettler, logrando la primera medalla de oro para Chile en su historia. En singles tanto Massú como González avanzan hasta las semifinales. González cayó ante Mardy Fish, mientras que Massú avanza hasta la final. En la definición por el bronce González derrota a Taylor Dent. En la final Massú derrotó a Mardy Fish en 5 duros sets concediendo la segunda medalla de oro para Chile. Luego de los juegos, Massú alcanza el puesto 9 del ranking ATP al ganar el título ATP 500 en Kitzbühel. González gana nuevamente en Viña del Mar.

#### 2005-2012

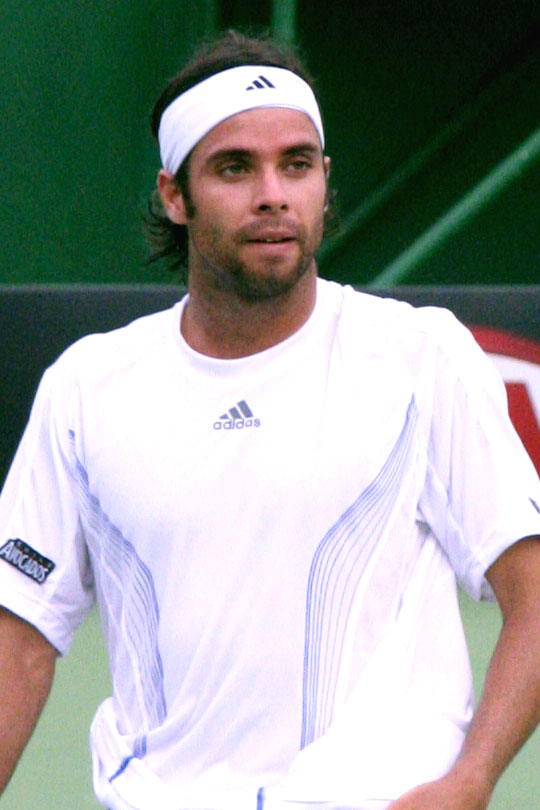
Fernando González, el «deportista olímpico de Chile con más medallas en la historia».

En 2005 Massú cae al puesto 66, mientras que en Copa Davis Chile cae ante Rusia y juega la repesca. Chile vuelve al derrotar a Pakistán. González es nuevamente líder de Chile hasta 2010, estando en el top 20 entre 2002 y 2010, convirtiéndose en el tenista de Chile más regular en la élite en la historia. En 2005 gana los títulos de Amersfort y Basel, y llega a los cuartos de final en Wimbledon. En 2006 tuvo un buen rendimiento en torneos Masters 1000; 1 cuarto de final, 3 semifinales, y la final en el Masters de Madrid, sumado a finales del Torneo de Viena, y el Torneo de Basilea, y alcanzando el puesto 7 durante el año, cayendo en dos de esas finales ante Roger Federer, quien tuvo ese año el mejor rendimiento en la historia del tenis. Massú gana el Abierto de Brasil. Chile alcanza los cuartos de final de la Copa Davis, cayendo ante el equipo estadounidense de visita. Marcelo Ríos ingresa al Circuito de Campeones de la ATP (para veteranos finalistas de Grand Slam y Copa Davis), donde obtiene seis títulos y finaliza la temporada como número 1 del mundo, siendo el único en lograrlo en las tres categorías. En 2008 gana dos títulos.
En 2007 González gana en la semifinal a Tommy Haas y alcanza una final de Grand Slam en el Abierto de Australia, cayendo ante Federer, y alcanzando la 5.ª posición del ranking. Alcanzó la final del Masters de Roma, el título de Beijing, clasificó a la Tennis Masters Cup, donde venció a Federer. Terminó su mejor año como número 7 del mundo. Por otra parte Massú alcanza una final y cae al puesto 80. En 2008 González alcanza nuevamente los cuartos de final Abierto de Francia y gana en Viña del Mar y Múnich, pero su logro más destacado es alcanzar la final de los Juegos Olímpicos de Beijing 2008, derrotando en un intenso partido a James Blake en las semis, y cayendo ante Rafael Nadal en la final. Massú se mantiene alrededor del puesto 80, disputando nuevamente torneos challenger. En 2009 González alcanza nuevamente los cuartos del Abierto de Estados Unidos, y las semifinales de Roland Garros, luego de caer ante Robin Soderling. Gana por cuarta vez el ATP de Viña de Mar, terminando número 11 del mundo. Massú sale del top 100. Paul Capdeville toma el número 2 de Chile, alcanzando el puesto 76 al llegar a la semifinal del Torneo ATP 250 de Estoril 2009, dejando a David Nalbandián en el camino. Durante su carrera ganó 10 títulos challengers y alcanzó en 2006 los cuartos de final del ATP 500 de Memphis, dejando en el camino a Tommy Robredo e Ivo Karlović. Ayudó a González a alcanzar los cuartos de final de la Copa Davis 2010, cayendo ante República Checa. En 2010 el equipo Sub-14 gana la Copa Mundial de Tenis Juvenil, con Christian Garin, Bastián Malla y Sebastián Santibáñez. González tuvo una temporada normal hasta Roland Garros donde debe retirarse por lesión. Fue operado de la cadera y la rodilla derecha, perdiéndose el resto de la temporada y saliendo de la élite. González vuelve al circuito en 2011, disputando 15 partidos entre 2011 y 2012 (acostumbrado a unos 70 partidos oficiales al año). Se retira en el Masters de Miami 2012, cansado del rigor de la alta competencia. Registró el «derechazo atómico», el mejor de la historia según los especialistas internacionales. Massú termina diez temporadas en el top 100, entre 1999 y 2008, retirándose en 2013. Capdeville es líder de Chile a final de año entre 2011 y 2013, retirándose en 2014. Aguilar tuvo su mejor ranking en 2010, en el puesto 167 y se retira en 2015. En 2011 el Equipo de Copa Davis compite en el Grupo Mundial y en 2012 disputa la repesca ante Italia y desciende a la Zona Americana I. A nivel juvenil, Ricardo Urzúa y Camila Silva terminan el año en el décimo lugar de la clasificación, respectivamente en 2007 y 2009.

### Nueva generación: tres Top 20 (2013-presente)

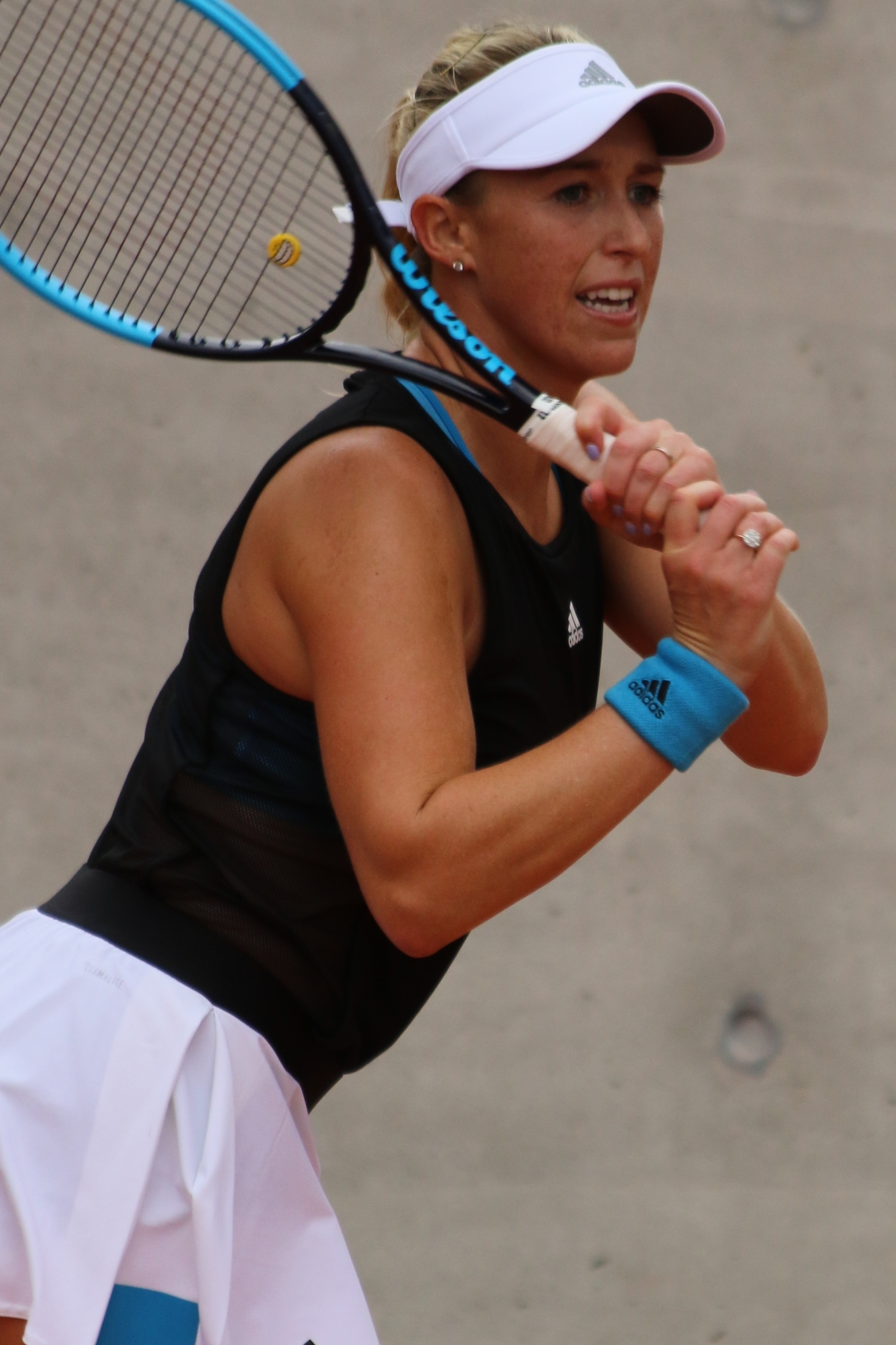
Alexa Guarachi, ganadora de un WTA 1000 en dobles y n.º 11 en 2021.

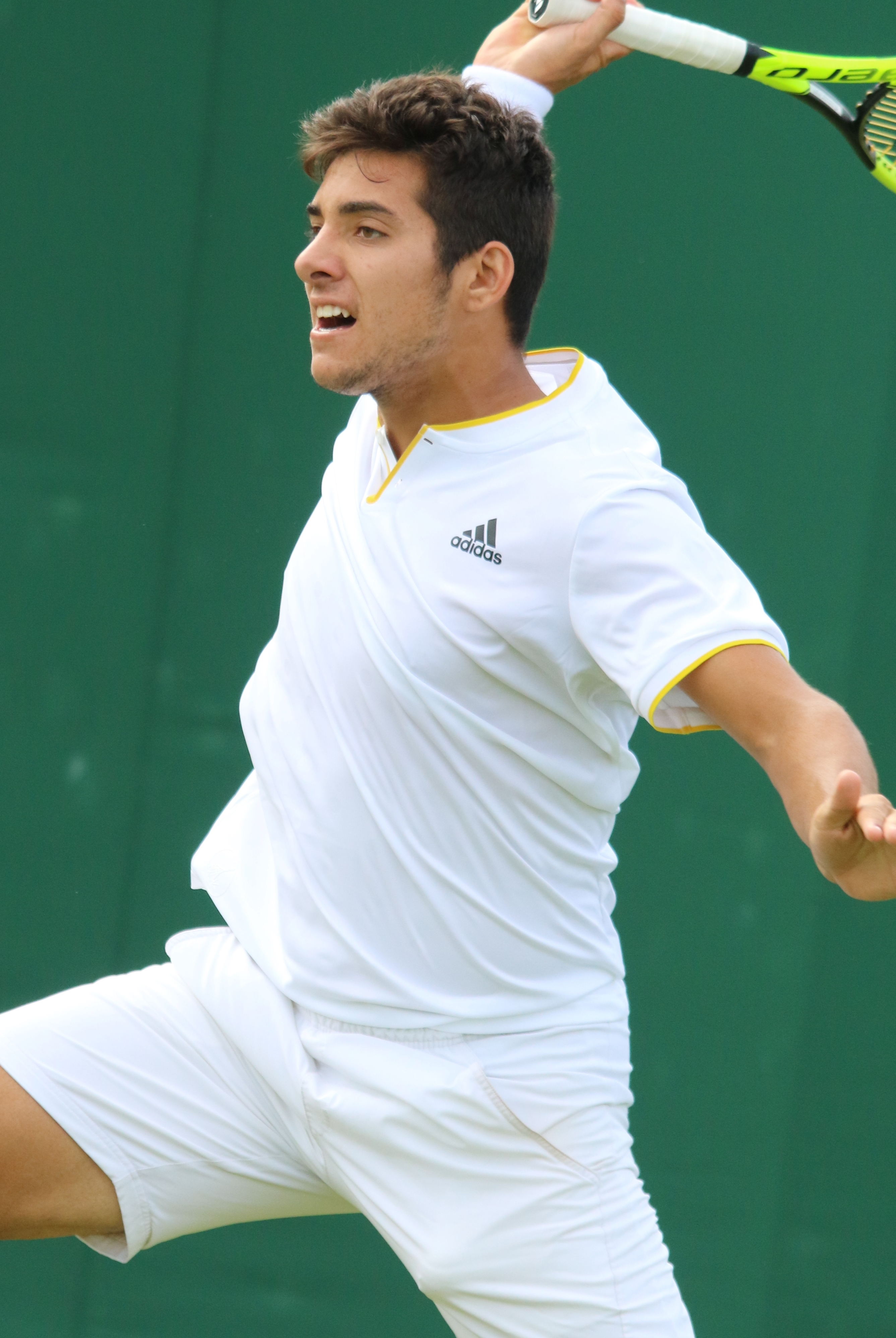
Christian Garín, ganador de un ATP 500, cuatro ATP 250, cuartofinalista en Wimbledon y n.º 17 en 2021.

En este ciclo destacan Christian Garín, Nicolás Jarry, Julio Peralta, Hans Podlipnik, Daniela Seguel, Alexa Guarachi, Alejandro Tabilo, Gonzalo Lama, Tomás Barrios, Bastián Malla y Bárbara Gatica. En 2013 Garín ganó un partido en el Abierto de Chile con 16 años y logró el título en Roland Garros juvenil, terminando el año en el sexto lugar de la clasificación menor. En 2014 Lama ganó el Challenger de Cali. El equipo de Copa Davis descendió a la Zona Americana II, donde no estaba desde 1991. Asumió como capitán Massú y como ayudante Marcelo Ríos. Ganó la repesca para no descender a la III y en 2016 volvió a la I, en la que registró una marca exclusiva con la mayor racha de series ganadas por 5-0, cinco, y disputó la repesca del Grupo Mundial, cayendo ante Canadá. Podlipnik finalizó la temporada como líder de Chile en 2014 y 2015, llegando al puesto 157. En 2014 Fernando González ingresó al Circuito de Campeones de la ATP y ganó un título; en 2015, obtuvo dos y finalizó la temporada como número 1 del mundo en la clasificación veterana. En 2015 Podlipnik con Jarry consiguieron la medalla de oro en los Juegos Panamericanos de Toronto en dobles. Barrios terminó el año en el quinto lugar de la clasificación juvenil y participó en el Torneo de Maestros, en el que obtuvo el tercer lugar. En 2016 Lama ganó el Challenger de Sao Paulo. Peralta con Podlipnik compitieron en los Juegos Olímpicos de Río de Janeiro en dobles. Garín ganó el Challenger de Lima y finalizó el año como líder de Chile. Jaime Pinto acabó el año como número 1 del mundo en la categoría masculina individual sobre 75 años del Circuito Veterano ITF. Peralta ganó torneos ATP 250 en dobles con el argentino Horacio Zeballos: los de Brasil, Gstaad y Metz, y en 2017, el de Houston y llegaron a los cuartos de final en Roland Garros; Podlipnik también, en dobles de Wimbledon. Seguel ganó el Challenger de Barcelona. Jarry despegó y ganó los Challenger de Medellín, Quito y Santiago II, culminando el año como líder de Chile en el top 100. 
En 2018 en dobles Podlipnik y Jarry ganan el Abierto de Ecuador (ATP 250), el mismo Jarry llega a los cuartos de final de Roland Garros y del Abierto de los Estados Unidos junto al argentino Máximo Gonzáles, mientras que Peralta obtiene los torneos de Bastad (ATP 250) y Hamburgo (ATP 500). En el dobles femenino, Alexa Guarachi triunfa en el abierto de Gstaad (WTA 280) y termina el año como 78 de la especialidad. En el individual masculino, Jarry participa en la Copa Laver y juega su primera final ATP en Sao Paulo, alcanza su mejor ranking (39) y terminando el año 43 del planeta. Garín despega ganando los challengers de Campinas, Santo Domingo y Lima, todos sobre arcilla, por lo que acabó la temporada en el casillero 84 del ranking ATP. En individuales damas, Seguel gana sus primeros partidos categoría WTA y alcanza su mejor ranking, 162. En 2019 Chile volvió al Grupo Mundial de la Copa Davis tras derrotar a Austria de visita, Jarry gana su segundo título de dobles en el Torneo de Río de Janeiro (ATP 500), mientras que Garín en individuales se queda con el Abierto de Houston (ATP 250) y con el Abierto de Munich (ATP 250). Durante este mismo año, Jarry gana su primer título ATP en sencillos al quedarse con el Abierto de Bastad (ATP 250). Lama, Barrios y Jarry registraron respectivamente los golpes «derecha letal», «longa shot» y «saque supersónico» con «smash de revés de fondo». Durante los años 2010, la raqueta más vendida en Chile fue la del modelo Wilson Blade 98 con un patrón de encordado de 16×19, llegando aproximadamente a 8 mil unidades al año.

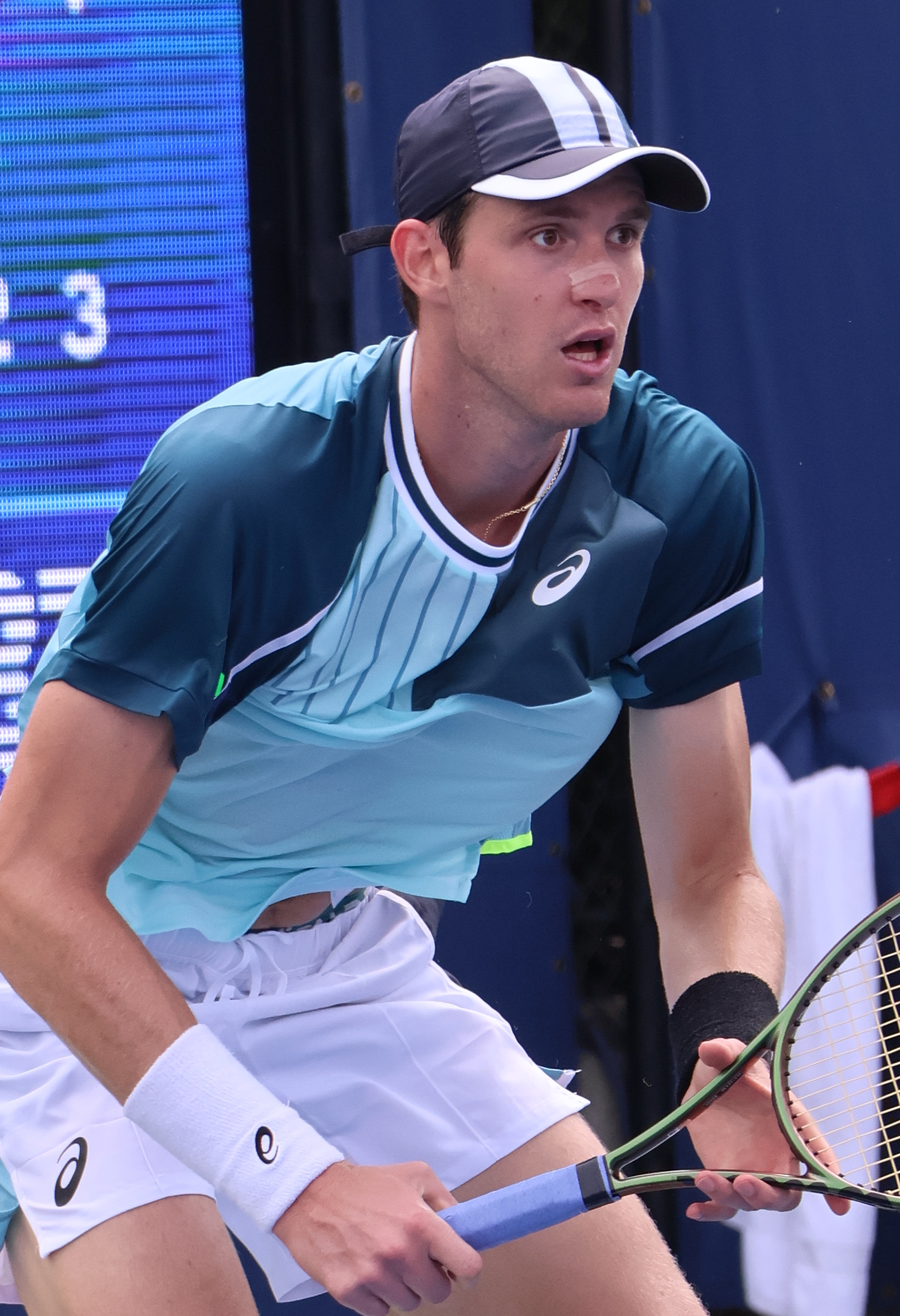
Nicolás Jarry, ganador de tres ATP 250, finalista de un Masters 1000 y No. 16 en 2024.

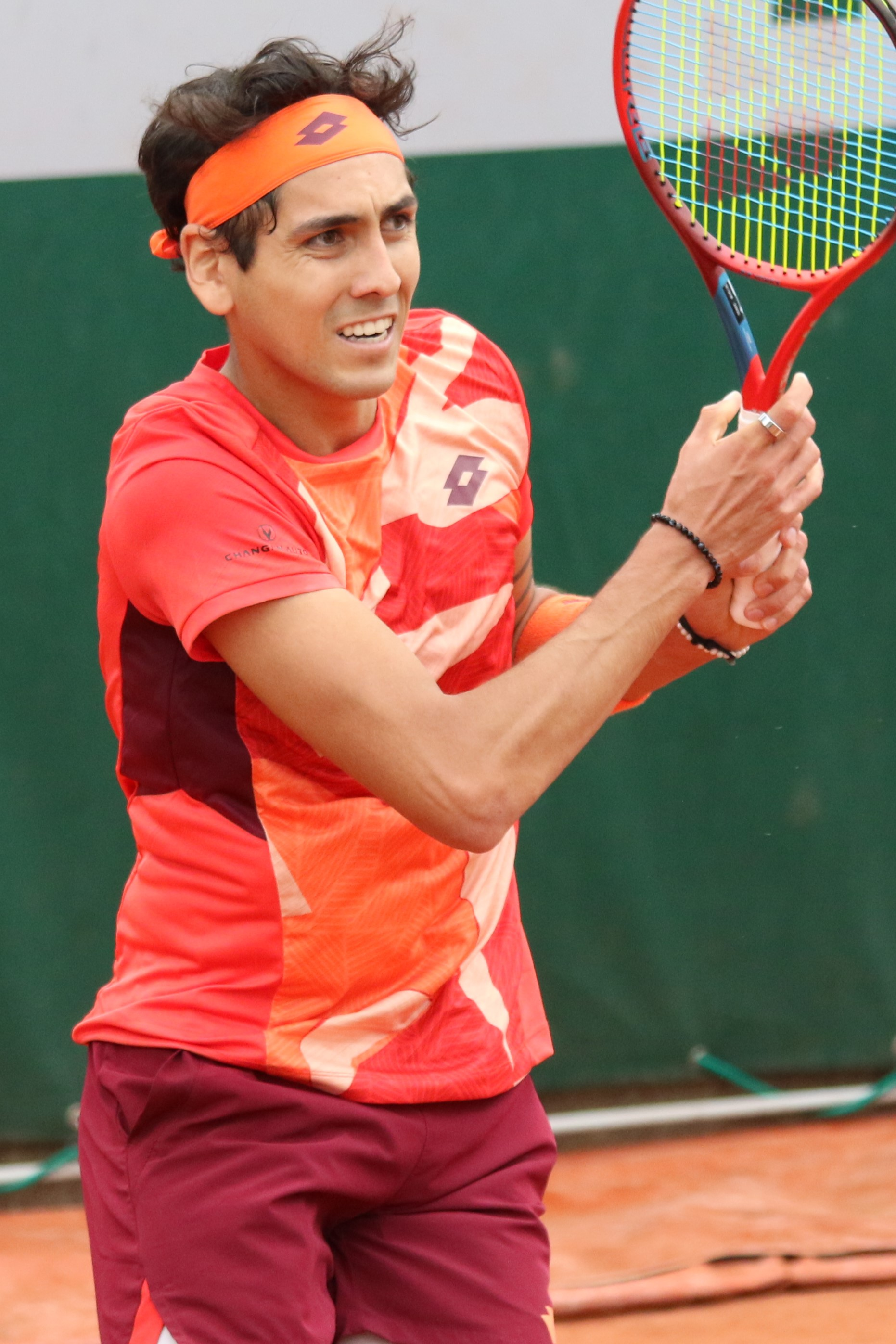
Alejandro Tabilo, ganador de dos ATP 250, semifinalista de un Masters 1000 y No. 19 en 2024.

2020 empezaría de gran manera, ya que Garín ganó el Torneo de Córdoba (Argentina) (ATP 250) y el Torneo de Río de Janeiro (Brasil) (ATP 500), además durante este año Guarachi alcanzaría la final de Roland Garros en la modalidad de dobles femenino. En 2021, Garín obtuvo el Abierto de Chile (ATP 250) y Jarry logró el «saque más rápido de Chile en la historia» con 239 km/h en el Challenger de Salzburgo (Austria), uno de los 20 más rápidos en la historia del tenis. Guarachi conquistó en dobles el Torneo de Dubái (Emiratos Árabes Unidos) (WTA 1000) y por primera vez en su carrera jugaría el WTA Tour Finals en dobles debido a su gran temporada. 2022 no sería un gran año para el tenis chileno ya que solo Alejandro Tabilo llegaría a una final ATP durante esta temporada En el abierto de Córdoba. En 2023, Jarry consiguió el Abierto de Chile (ATP 250) y el ATP de Ginebra, derrotando en la final a Grigor Dimitrov. Además durante esta temporada, Alexa Guarachi volvería a disputar una final WTA por primera vez desde 2021, cayendo en la final del Abierto de Washington.
A fines de 2023 Nicolás Jarry logra alcanzar el puesto número 19 del ránking ATP, transformándose en el séptimo chileno de la historia en alcanzar el Top 20. Tomás Barrios queda a una victoria de terminar el año en el Top 100, cosa que logró en enero de 2024 marcando un récord para Chile al tener 4 tenistas top 100 simultáneamente, cosa que logró junto a Jarry, Garín y Tabilo y que Chile no lograba hace 45 años desde 1978. 2024 iniciaría de gran forma, ya que Tabilo lograría un hecho histórico al ganar el torneo de Auckland viniendo desde la Qualy y convirtiéndose así en el primer chileno en ganar un torneo sobre pista dura desde Fernando González en Beijing 2008; además durante este año Nicolás Jarry alcanzaría la final del abierto de Buenos Aires derrotando a jugadores como Stan Wawrinka y Carlos Alcaraz y cayendo finalmente ante el local Facundo Díaz Acosta; Los buenos resultados seguirían con Alejandro Tabilo llegando a la final del ATP de Santiago cayendo ante Sebastián Báez. En el Master 1000 de Roma se obtendrían resultados más que destacables con Tabilo llegando a semifinales después de derrotar Djokovic y a Khachanov en tercera ronda y en cuartos de final respectivamente, y con Nicolás Jarry llegando a la final enfrentándose ante el alemán Alexander Zverev.

## Clasificación histórica
Listas con los tenistas chilenos que han estado entre los doscientos primeros lugares desde la instauración de las clasificaciones de las asociaciones de tenistas profesionales, de tipo electrónico y semanal a nivel adulto y mundial.
- Notas: Los jugadores activos están coloreados. Actualizado al 30 de julio de 2025.

### Categoría masculina
La Clasificación de la ATP individual comenzó en 1973 y la de dobles, en 1976.
| N.º | Singlista           | Mejor puesto | Año  |
| --- | ------------------- | ------------ | ---- |
| 1   | Marcelo Ríos        | 1.°          | 1998 |
| 2   | Fernando González   | 5.º          | 2007 |
| 3   | Nicolás Massú       | 9.º          | 2004 |
| 4   | Hans Gildemeister   | 12.º         | 1980 |
| 5   | Jaime Fillol        | 14.º         | 1974 |
| 6   | Nicolás Jarry       | 16.°         | 2024 |
| 7   | Christian Garín     | 17.°         | 2021 |
| 8   | Alejandro Tabilo    | 19.°         | 2024 |
| 9   | Pedro Rebolledo     | 36.º         | 1982 |
| 10  | Ricardo Acuña       | 47.º         | 1986 |
| 11  | Belus Prajoux       | 62.º         | 1977 |
| 12  | Patricio Cornejo    | 65.º         | 1974 |
| 13  | Jaime Pinto         | 73.º         | 1973 |
| 14  | Paul Capdeville     | 76.º         | 2009 |
| 14  | Alejandro Piérola   | 76.º         | 1979 |
| 16  | Tomás Barrios       | 93.°         | 2024 |
| 17  | Álvaro Fillol       | 102.°        | 1984 |
| 18  | Adrián García       | 103.°        | 2004 |
| 19  | Sergio Cortés       | 114.°        | 1993 |
| 20  | Gabriel Silberstein | 131.°        | 1997 |
| 21  | Patricio Rodríguez  | 133.°        | 1973 |
| 22  | Hermes Gamonal      | 135.°        | 2003 |
| 23  | Hans Podlipnik      | 157.°        | 2015 |
| 24  | Francisco Musalem   | 160.°        | 1973 |
| 25  | Gonzalo Lama        | 160.°        | 2016 |
| 26  | Gerardo Vacarezza   | 165.°        | 1988 |
| 27  | Jorge Aguilar       | 167.°        | 2010 |
| 28  | Felipe Rivera       | 173.°        | 1991 |
| 29  | Juan Núñez          | 185.°        | 1980 |

| N.º | Doblista               | Mejor puesto | Año  |
| --- | ---------------------- | ------------ | ---- |
| 1   | Hans Gildemeister      | 5.°          | 1987 |
| 2   | Belus Prajoux          | 17.°         | 1982 |
| 3   | Jaime Fillol           | 23.°         | 1978 |
| 4   | Fernando González      | 25.°         | 2005 |
| 5   | Julio Peralta          | 29.°         | 2017 |
| 6   | Nicolás Massú          | 31.°         | 2005 |
| 7   | Patricio Cornejo       | 34.º         | 1978 |
| 8   | Nicolás Jarry          | 40.º         | 2019 |
| 9   | Hans Podlipnik         | 43.°         | 2018 |
| 10  | Ricardo Acuña          | 45.°         | 1985 |
| 11  | Álvaro Fillol          | 49.°         | 1978 |
| 12  | Matías Soto            | 103.°        | 2025 |
| 13  | Alejandro Tabilo       | 109.°        | 2024 |
| 14  | Pedro Rebolledo        | 119.°        | 1981 |
| 15  | Adrián García          | 124.°        | 2007 |
| 16  | Marcelo Ríos           | 141.°        | 2001 |
| 17  | Iván Camus             | 144.°        | 1984 |
| 18  | Paul Capdeville        | 147.°        | 2007 |
| 19  | Felipe Parada          | 149.°        | 2006 |
| 20  | Jaime Fillol Haggstrom | 159.°        | 2002 |
| 21  | Jorge Aguilar          | 170.°        | 2011 |
| 22  | Alejandro Piérola      | 174.°        | 1983 |
| 23  | Hermes Gamonal         | 181.°        | 2005 |
| 24  | Juan Ignacio Cerda     | 185.°        | 2005 |

### Categoría masculina juvenil
Marcelo Ríos ganó en 1993 el Abierto de los Estados Unidos.
Fernando González en 1998 y Christian Garín en 2013 ganaron el Torneo de Roland Garros.
| N.º | Singlista            | Mejor puesto | Año  |
| --- | -------------------- | ------------ | ---- |
| 1   | Marcelo Ríos         | 1.°          | 1993 |
| 2   | Fernando González    | 4.º          | 1998 |
| 3   | Christian Garín      | 4.°          | 2013 |
| 4   | Nicolás Massú        | 5.º          | 1997 |
| 5   | Tomás Barrios        | 5.°          | 2015 |
| 6   | Nicolás Jarry        | 8.°          | 2013 |
| 7   | Guillermo Núñez      | 10.º         | 2013 |
| 8   | Paul Capdeville      | 13.º         | 2001 |
| 9   | Guillermo Rivera     | 13.º         | 2007 |
| 10  | Jorge Aguilar        | 14.°         | 2002 |
| 11  | Cristóbal Saavedra   | 20.°         | 2008 |
| 12  | Hans Podlipnik       | 21.°         | 2006 |
| 13  | Guillermo Hormazábal | 28.°         | 2002 |
| 14  | Alejandro Tabilo     | 29.°         | 2015 |
| 15  | Phillip Harboe       | 35.°         | 2000 |
| 16  | Gonzalo Lama         | 44.°         | 2011 |
| 17  | Julio Peralta        | 54.°         | 1999 |
| 18  | Bastián Malla        | 56.º         | 2014 |
| 19  | Matías Soto          | 57.º         | 2017 |
| 20  | Alejandro Bancalari  | 79.°         | 2022 |
| 21  | Benjamin Torrealba   | 96.°         | 2023 |
| 22  | Nicolás Villalón     | 97.°         | 2022 |

### Categoría femenina
La Clasificación de la WTA individual comenzó en 1975 y la de dobles, en 1984.
| N.º | Singlista      | Mejor puesto | Año  |
| --- | -------------- | ------------ | ---- |
| 1   | Silvana Urroz  | 117.ª        | 1978 |
| 2   | Daniela Seguel | 162.ª        | 2018 |
| 2   | Germaine Ohaco | 162.ª        | 1978 |

| N.º | Doblista         | Mejor puesto | Año  |
| --- | ---------------- | ------------ | ---- |
| 1   | Alexa Guarachi   | 11.ª         | 2021 |
| 2   | Daniela Seguel   | 110.ª        | 2014 |
| 3   | Bárbara Gatica   | 158.ª        | 2022 |
| 4   | Paula Cabezas    | 178.ª        | 1992 |
| 5   | Macarena Miranda | 187.ª        | 1989 |